# Pani Bovary to ja
Pani Bovary to ja – polski film psychologiczny z 1977 roku w reżyserii Zbigniewa Kamińskiego.

## Opis fabuły
Trzydziestoletnia nauczycielka Anna (Jadwiga Jankowska-Cieślak) jest już znużona prowadzeniem domu. Pod wpływem powieści Gustawa Flauberta „Pani Bovary” likwiduje książeczkę oszczędnościową, odwiedza salon piękności i kupuje kosztowne kreacje. Umawia się też na randkę ze swoim dawnym ukochanym.

## Obsada
- Jadwiga Jankowska-Cieślak – jako Anna
- Tomasz Grochoczyński – jako Tomasz, mąż Anny
- Marcin Wiciński – jako Marcin, syn Anny
- Jadwiga Kuryluk – jako kasjerka w banku
- Barbara Winiarska – jako urzędniczka Orbisu
- Krystyna Janda – jako Krystyna, przyjaciółka Anny
- Edward Sosna – jako portier
- Mieczysław Surwiłło – jako konferansjer
- Jerzy Radziwiłowicz – jako nieznajomy

i inni